# Batalo Šantić
Batalo Šantić bio je knez bosanski, splitski vojvoda, knez lašvanski i sanski, te dvorski tepčija u srednjovjekovnoj bosanskoj državi.
Pouzdane podatke o njemu gdje se prvi put spominje imamo u ispravi kralja Stjepana Dabiše. Ispravu je izdao 17. srpnja 1392. godine izdao vladi Dubrovačke Republike, a Batalo je naveden kao dvorski tepčija i svjedok u valjanosti isprave. Za Batala Šantića se zna da je oženio plemenitašicu Resu iz roda Hrvatinića čime je postao gospodar župe Sane. Posjednik je imanja u župi Sani i župi Lašvi u drugoj polovici 14. stoljeća. Dao je podići utvrđeni grad Toričan iznad sela Varošluka. Podatci o Batalu nađeni su i u Evanđelju tepčije Batala (čuva se u Nacionalnoj knjižnici u Petrogradu) iz 1393. godine te u nekoliko sačuvanih isprava iz doba vladavine bosanskih kraljeva Stjepana Dabiše, Jelene Grube i Stjepana Ostoje. Pokopan je u Turbetu kod Travnika. Grobnica je veličine mauzoleja, sljemenjak, na uzvišenju Crkvinama, inače važnoj arheološkoj lokaciji, jer su na njoj nađeni i tragovi ljudskog naseljavanja iz neolita, eneolita, ranorimska nekropola, kasnoantički mauzolej i dr. Smještena je na uzvisini blizu ceste gdje je bila srednjovjekovna nekropola. 1915. je godine Batalovu grobnicu otkrio kapetan Teplý. Batalova grobnica u Turbetu kod Travnika je nacionalni spomenik Bosne i Hercegovine. Batala su proučavali Ćiro Truhelka, Carl Patsch, Jozo Petrović i dr.